# Зоран Ђерић
Зоран Ђерић (Бачко Добро Поље, 22. јун 1960 — Сремска Каменица, 8. новембар 2024) био је српски књижевник, преводилац, театролог и филмолог. Писао је поезију и есеје, научне студије из области књижевности, позоришта и филма. Преводио је са више словенских језика. Био је уредник културне рубрике у часопису Глас омладине, управник и драматург Позоришта младих, уредник издавачке делатности Културног центра Новог Сада, главни и одговорни уредник часописа Поља, помоћник директора Стеријиног позорја, главни и одговорни уредник часописа Сцена. Од јула 2016. године био је вршилац дужности управника, а од 2018. до 2022. управник Српског народног позоришта у Новом Саду.

## Биографија
Рођен је Бачком Добром Пољу (мајка Душанка, отац Радосав), где је завршио основну школу, 1974. године. Живео је у Новом Саду од 1979. године.
Гимназију „Жарко Зрењанин“ завршио је у Врбасу 1979. године. Исте године је уписао Филозофски факултет у Новом Саду, одсек југословенске и светске књижевности.
Током студија био је главни и одговорни уредник књижевног листа То јест.
Дипломирао је 1983. године. На истом Факултету завршио је и постдипломске студије из компаративне књижевности (1983/ 1984). Магистрирао је радом: „Поезија Данила Киша и Владимира Набокова“, а потом и докторирао са обрађеном темом: „Дом и бездомност у поезији ХХ века, на примеру руских, пољских и српских емигрантских песника“.
Зоран Ђерић писао је поезију и есеје, научне студије из области књижевности, позоришта и филма. Написао је, приредио и објавио преко 70 књига.
Поезија му је превођена на енглески, француски, руски, пољски, словачки, мађарски, бугарски, румунски, словеначки и македонски језик. Објављивана у периодици и антологијама у земљи и иностранству. Учествовао на међународним књижевним (песничким) фестивалима у Русији, Пољској, Мађарској, Бугарској и Србији.

## Каријера
У својој пословној каријери обављао је следеће послове:
- 1983. године запослио се у редакцији часописа „Глас омладине“ као уредник културне рубрике;
- 1988. године је постао управник, а потом и драматург Позоришта младих у Новом Саду;
- 1993. године постаје уредник издавачке делатности Културног центра Новог Сада, али и уредник говорних програма;
- 1995 – 2000. године је главни и одговорни уредник часописа Поља;
- 2000 – 2004. године је лектор за српски језик на Универзитету у Лођу у Пољској. Тада је покренуо и уређивао електронски часопис за славистику, SL (Slawistyka Lodzka);
- 2005. године је био гостујући професор на Универзитету у Бања Луци (најпре на Филозофском факултету, а потом на Академији умјетности);
- 2006 – 2012. године је био директор Позоришта младих у Новом Саду;
- 2013. године постаје главни и одговорни уредник часописа за позоришну уметност Сцена;
- 2015 (јул) – 2016 (јул) године био је помоћник директора Стеријиног позорја;
- 2016–2018. био је вршилац дужности управника Српског народног позоришта;[4]
- 2018–2022. био је управник Српског народног позоришта.[5]

## Чланства
- Члан одељења за сценску уметност и музику Матице српске.[6]
- Члан уредништва Зборника Матице српске за сценску уметност и музику.
- Члан уредништва Зборника Матице српске за славистику.
- Члан уредништва часописа Златна греда.
- Члан редакције часописа за луткарску уметност Нити, у издању Позоришног музеја Војводине.
- Члан редакције часописа за позоришну и визуелну уметност Агон (Бања Лука).
- Члан редакције Енциклопедије Републике Српске.
- Друштво књижевника Војводине (члан УО)[6]
- Српско књижевно друштво (члан)
- Друштво новосадских књижевника (члан)

## Награде и признања
Вишеструко је награђиван. Награде су:
- Бранкова награда Матице српске, 1981.
- Награда Фестивала југословенске поезије младих, за циклус песама „Талог”, Врбас, 1982.
- Награда „Млада Струга”, 1983.
- Награда „Печат вароши сремскокарловачке”, за циклус песама „Глас и оркестар”, 1983.
- Награда „Павле Марковић Адамов”, за књигу Ватрено крштење, 1995.
- Награда ДКВ за превод године, 2006.
- Награда Друштва књижевника Војводине за књигу године, за научну монографију Поетика бездомности, 2015.
- Награда „Ђура Јакшић”, за књигу Чарнок, 2016.
- Вукова награда, 2020.[7]
- Награда „Теодор Павловић”, за најбољу књигу, за књигу Целулоидна књижевност: књижевност и филм, 2020.[8]
- Награда „Лаза Костић”, за књигу поезије Песме продуженог трајања, 2022.[9]
- Змајева награда, за књигу Азбучне молитве, 2024.[10]

## Дела

### Збирке поезије
- Талог (1983);
- Зглоб (1985);
- Унутрашња обележја (1990);
- Сестра, књига о инцесту (1992);
- Под старом липом  хаику (1993) - Награђена књига;
- Одушак, химноде (1994);
- (итал) Voglio dimenticare tutto  изабране песме на италијанском језику (2001);
- Аз бо виде, азбучне молитве (2002);
- Наталожено, изабране и нове песме (2007);
- Блато, документарне песме (2011);
- 3: У возовима европске класе / У дугим затвореним композицијама / У диму и пепелу поема-студија (2011);
- Чарнок, песничка монографија (2015);
- (слов.) Nové devínske elégie: dokumentárne básne (2017) и
- Сенке М. Цр. (2018).

### Студије из области књижевности
- Ватрено крштење  критика (1995);
- Песник ноктурна, о песништву Селимира Радуловића (1997);
- Море и мраморје  дневник путовања по Апулији (2000)
- Анђели носталгије. Поезија Данила Киша и Владимира Набокова  студија (2000);
- Данило Киш, ружа-песник (2011);
- Песник и његова сенка  есеји о српском песништву ХХ века (2005);
- Стварање модерног свијета (1450—1878) [заједно са Дарком Гавриловићем и Зораном Јосићем] (2005);
- Са Истока на Запад словенска књижевна емиграција у ХХ веку (2007);
- Дом и бездомност у поезији ХХ века на примерима руских, пољских и српских емигрантских песника (2007);
- Словенска читанка  огледи и преводи из словенских књижевности ХХ века (2013);
- Употреба града, савремени новосадски роман (2014);
- Поетика бездомности  словенска књижевна емиграција ХХ века (2014) и
- Стеван Пешић, Дуд у Ковиљу. Избор из песничке заоставштине (2015).

### Студије из области театрологије и филмологије
Из области театрологије, самостално или у сарадњи са другима издао је следећа дела:
- Незасићење пољска драматургија ХХ века (2006)
- Историја Витолда Гомбровича књига о представи (2008)
- Тестостерон. Нова пољска драматургија (2009)
- Поетика српског филма: Српски писци о филму, 1908-2008 (2009)
- Позориште и филм  студије, чланци, прикази (2010)
- Виткацијева Луда локомотива између позоришта и филма (2010)
- Драматуршки постскриптум позоришни огледи (2014)
- Позориште лутака у Новом Саду (2014)
- Лутка и маска у српској култури, од обредног до позоришног чина, приредили Љиљана Динић и Зоран Ђерић (2014)
- Луткарство у Србији, од вашарских до соколских сцена, приредили: Љиљана Динић и Зоран Ђерић (2015).

## Преводилаштво и приређивачки рад
Зоран Ђерић се бави приређивањем: антологија, збирки поезије разних аутора и зборника научних радова. Преводи са више словенских језика.

### Приређивачки рад
- Револтирани човек, есеј Албера Камија (1998);
- Камен који расте, прича Албера Камија (1998);
- Концерт за 1001 бубањ Мирослава Антића (1998);
- Три дијалога из живота Николе Страјнића  (2002);
- Само један сам Мерилин, песме Анђеле Ђанели; приредио Зоран Ђерић, превела са италијанског Кристина Копрившек  (2002);
- Поезија 1972-1980, Ђорђе Сударски Ред (2008);
- Драмско дело Бранислава Нушића – традиција и савременост, Међународни симпозијум (2015);
- Јурковском у част, Зборник радова (2016);
- Нова српска драма 2007-2015 (2016) и
- Душа на ветру - одабране песме Жарка Димића.

### Антологије
Приредио је следеће антологије:
- Powrót do domu / Повратак кући  пољска емигрантска поезија [двојезично: пољски и српски] (2002);
- Васкрс у српској књижевности (2006);
- Божић у српској књижевности (2006);
- ВАСКРС у српској књижевности (2010);
- А где је твој дом? антологија руске емигрантске поезије / А где дом твой? антология русской зарубежно поэзии (2014);
- С главом у облацима, антологија пољске поезије за децу (2015);
- Нова српска драма (2016);
- И, тако, без дома, бездомност српских песника ХХ века (2017) и
- A tribute to Jurkowski. Collection of Papers (2017).

#### Преводилаштво
- Владимир Набоков, Грозд и друге песме (1994);
- Владимир Набоков, Бритва и друге приче (1994);
- Владимир Набоков, Истребљивање тирана, аутобиографска и друге прозе (1994);
- Даниил Хармс, Јелизавета Бам (1997);
- Владимир Набоков, Водич по Берлину (1997);
- Powrót do domu (пољ) / Повратак кући, пољска емигрантска поезија [двојезично: пољски и српски]; (2002);
- Кшиштоф Варга, Текила (2005);
- Витолд Гомбрович / Последње и прве странице прозна и есејистичка заоставштина (2009);
- Даниил Хармс, Јелизавета Бам (2010);
- Бохумил Храбал, Мачке (2011);
- Вјеслав Хејно, Уметност луткарске режије (2012);
- Хенрик Јурковски, Теорија луткарства II (2013);
- Хенрик Јурковски, Лутка у култури (2015);
- С главом у облацима, антологија пољске поезије за децу (2015) и
- Хенрик Јурковски, Лутка у култури II (2016).